# Nyceryx furtadoi
Nyceryx furtadoi là một loài bướm đêm thuộc họ Sphingidae. Loài này có ở Brasil, Bolivia và Paraguay. Nó cũng có thể có ở Argentina.
Sải cánh khoảng 60 mm. Cá thể trưởng thành có lẽ mọc cánh quanh năm và have been recorded từ tháng 9 tới tháng 10 in Brazil vào tháng 8 in Paraguay.